# 帕頓斯堡 (密蘇里州)
帕頓斯堡（英語：Pattonsburg）是位於美國密蘇里州戴維斯縣的城市。

## 人口
根據2020年美國人口普查的數據，帕頓斯堡的面積為1.57平方千米，皆為陸地。當地共有人口314人，而人口密度為每平方千米200人。